# التكلفة المالية لحرب العراق
يستعرض هذا المقال حسابًا جزئيًا للتكاليف المالية لحرب العراق التي شنتها في عام 2003 كلٌ من الولايات المتحدة والمملكة المتحدة، وهما أكبر قوتين غير عراقيتين مشاركتين في القوات متعددة الجنسيات في العراق.

## تكاليف الحرب الأمريكية

### التكاليف المباشرة

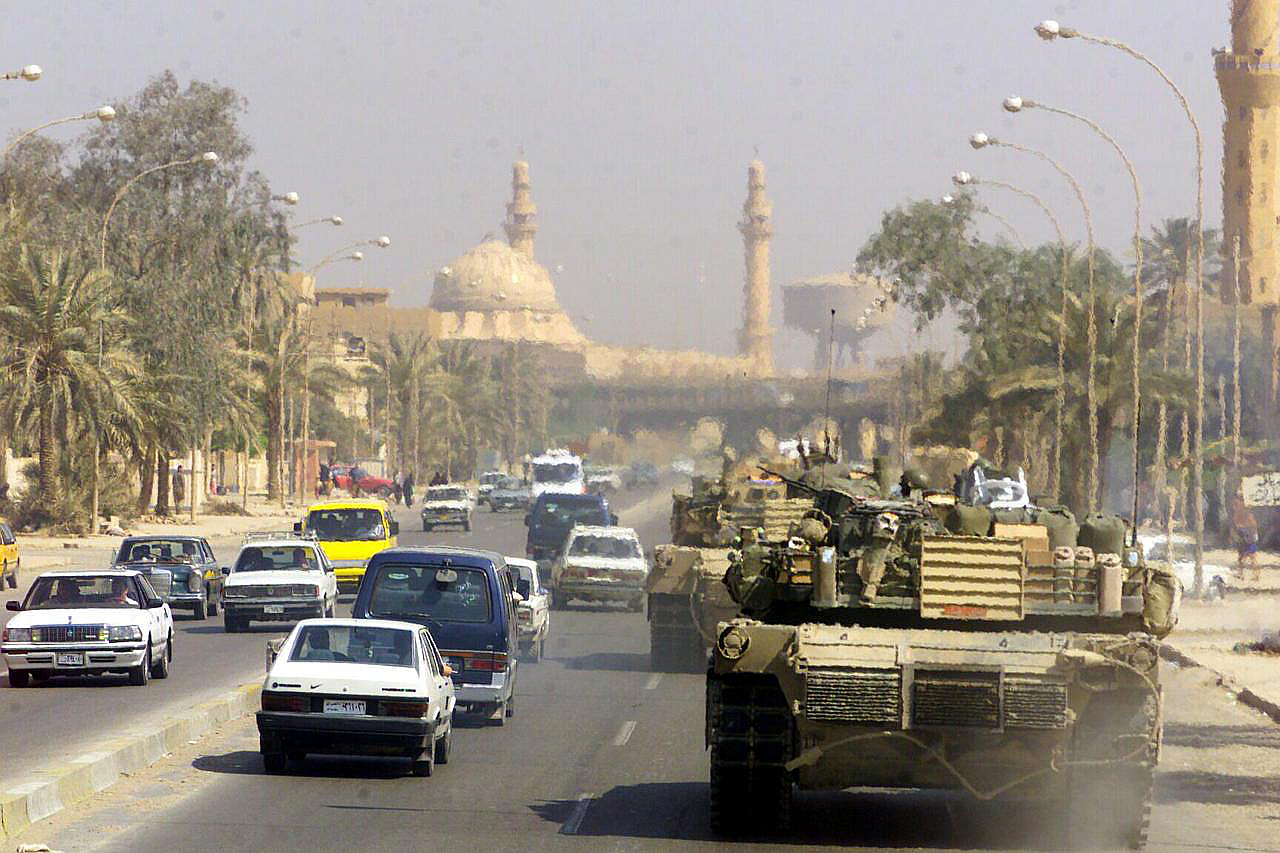
دبابة تابعة لقوات مشاة البحرية الأمريكية طراز إم1 أبرامز تجوب أحد شوارع بغداد بعد سقوطها في عام 2003 أثناء عملية احتلال العراق.

ثمة خلاف قائم عادةً بشأن تكاليف حرب العراق (2003-2010)؛ إذ كشف الأكاديميون والنقاد عن الكثير من التكاليف الخفية التي لا تعكسها التقديرات الرسمية. وقد صدر أحد أحدث التقارير المهمة التي تناولت هذه التكاليف عن جامعة براون في صورة مشروع لتكاليف الحرب، وأشار هذا التقرير إلى أن إجمالي تكلفة الحروب في كلٍ من العراق وأفغانستان وباكستان يبلغ 3.2-4 تريليونات دولار على الأقل. وقد كذَّب التقرير التقديرات السابقة لتكلفة الحرب على العراق التي تشير إلى أنها أقل من تريليون دولار، مشيرًا إلى أن حجم النفقات المباشرة لوزارة الدفاع على العراق بلغ 757.8 مليار دولار على الأقل، لكنه أوضح في الوقت نفسه التكاليف التكميلية داخل البلاد، مثل الفائدة التي تُدفَع على الأموال المقترضة لتمويل الحروب، والزيادة المحتملة في النفقات التي تبلغ حوالي تريليون دولار والخاصة برعاية الجنود القدامى العائدين من القتال حتى عام 2050. ووصل هذا الرقم في تحديث للتقرير في عام 2013 إلى 6 تريليونات دولار.
تفوق هذه المبالغ بكثير التقديرات النموذجية التي نُشِرت قبل بدء حرب العراق مباشرةً، والتي استند الكثير منها على استمرار الحرب لفترة أقصر. على سبيل المثال، في اللقاء الذي أجراه برنامج Meet the Press (مقابلة مع الصحافة) مع نائب الرئيس الأمريكي ديك تشيني في 16 مارس 2003 (أي قبل أقل من أسبوع من بدء حرب العراق، صرح المذيع تيم روسرت بأن "كافة التحليلات أشارت إلى أن الحرب نفسها ستتكلف نحو 80 مليار دولار، وإعمار بغداد - وربما العراق بالكامل - سيتكلف نحو 10 بلايين دولار سنويًا. ومن المفترض أن يتوقع المواطنون الأمريكيون أن تصل تكلفة هذه الحرب 100 مليار دولار على الأقل في حال استمرارها عامين.”

#### التخصيصات
- التخصيص التكميلي للعام المالي 2003: عملية تحرير العراق: مُرِر في أبريل من عام 2003؛ وبلغ الإجمالي له 78.5 مليار دولار، خُصِص منه 54.4 مليار دولار لحرب العراق
- التخصيص التكميلي للعام المالي 2004: استمرار العمليات/إعادة إعمار العراق وأفغانستان: مُرِر في نوفمبر من عام 2003؛ وبلغ الإجمالي له 87.5 مليار دولار، خُصِص منه 70.6 مليار دولار لحرب العراق
- تعديل ميزانية وزارة الدفاع للعام المالي 2004: صندوق احتياطي الطوارئ (صندوق تحرير العراق) بقيمة 25 مليار دولار: مُرِر في يوليو من عام 2004، بإجمالي 25 مليار دولار، خُصِص منها 21.5 مليار دولار (تقديريًا) لحرب العراق
- تخصيص الطوارئ التكميلي للعام المالي 2005: عمليات الحرب على الإرهاب؛ أنشطة في أفغانستان؛ إغاثة منكوبي تسونامي: مُرِر في أبريل من عام 2005، بإجمالي 82 مليار دولار، خُصِص منها 58 مليار دولار (تقديريًا) لحرب العراق
- تخصيصات وزارة الدفاع للعام المالي 2006: إجمالي 50 مليار دولار، خُصِص منها 40 مليار دولار (تقديريًا) لحرب العراق.
- تخصيص الطوارئ التكميلي للعام المالي 2006: عمليات الحرب العالمية على الإرهاب؛ أنشطة في العراق وأفغانستان: مُرِر في فبراير من عام 2006، بإجمالي 72.4 مليار دولار، خُصِص منها 60 مليار (تقديريًا) لحرب العراق
- تخصيصات وزارة الدفاع للعام المالي 2007: 70 مليار دولار (تقديريًا) للتكاليف المرتبطة بالحرب على العراق[4][5]
- تخصيص الطوارئ التكميلي للعام المالي 2007 (مقترَح) بلغ 100 مليار دولار
- اقترحت حكومة بوش في العام المالي 2008 تخصيص حوالي 190 مليار دولار لحرب العراق وأفغانستان[6]
- اقترحت حكومة أوباما في العام المالي 2009 تخصيص حوالي 130 مليار دولار في التمويل الإضافي لحرب العراق وأفغانستان.[7]
- اقترحت حكومة أوباما في العام المالي 2011 تخصيص حوالي 159.3 مليار دولار لحربي العراق وأفغانستان.[8]

ليس واضحًا لماذا لم تُقدَم مقترحات بتعطيل النفقات على أساس كل حرب.

### التكاليف المتأخرة وغير المباشرة
أشار تقرير نشره مكتب الميزانية التابع للكونجرس (CBO) في أكتوبر نت عام 2007 إلى أن إجمالي تكلفة الحروب الأمريكية في العراق وأفغانستان التي يمكن أن يتكبدها دافعو الضرائب يبلغ 2.4 تريليون دولار بحلول عام 2017، وذلك عند حساب تكاليف الفائدة الضخمة الناتجة عن الاعتماد في تمويل القتال على أموال مقترَضة. أشارت تقديرات هذا المكتب أيضًا إلى أنه من إجمالي تكلفة الحرب طويلة المدى البالغة 2.4 تريليون دولار، سيُنفَق نحو 1.9 تريليون دولار على العراق، أي ما يساوي 6300 دولار لكل مواطن أمريكي.
وقد صرح كلٌ من جوزيف ستيجلز، رئيس الخبراء الاقتصاديين الأسبق بالبنك الدولي والحائز على جائزة نوبل في الاقتصاد، وليندا بيلمز، الأستاذة بجامعة هارفارد، أن إجمالي تكلفة حرب العراق على الاقتصاد الأمريكي ستبلغ ثلاثة تريليونات دولار في المتوسط، وهو ما أشارا إليه في كتابهما The Three Trillion Dollar War (حرب الثلاثة تريليونات دولار). وربما يزيد هذا المبلغ كما تشير أحدث الدراسات المنشورة في مارس 2008. وقال ستيجلز في هذا الشأن: «إن الرقم الذي توصلنا إليه أكثر من 3 تريليونات دولار. وتستند حساباتنا على افتراضات متحفظة...وغني عن القول إن هذا الرقم لا يمثل سوى التكلفة التي تتكبدها الولايات المتحدة فقط. ولا يعكس التكلفة الهائلة التي يتكبدها باقي العالم أو العراق نفسه.»
وقد أشارت دراسة أُجرِيت في عام 2013 إلى أن المطالبات الأمريكية المتعلقة بالجوانب الطبية والإعاقة بعد عَقْد من الحرب قد ارتفعت إلى 134.7 مليار دولار بعد أن كانت 33 مليار دولار قبل عامين.
وقد أسفر استمرار القتال والخسائر في المعدات إلى الضغط المالي الشديد على الجيش الأمريكي، الأمر الذي دفع إلى إلغاء التكاليف غير الضرورية، مثل تكاليف السفر وتوظيف المدنيين.

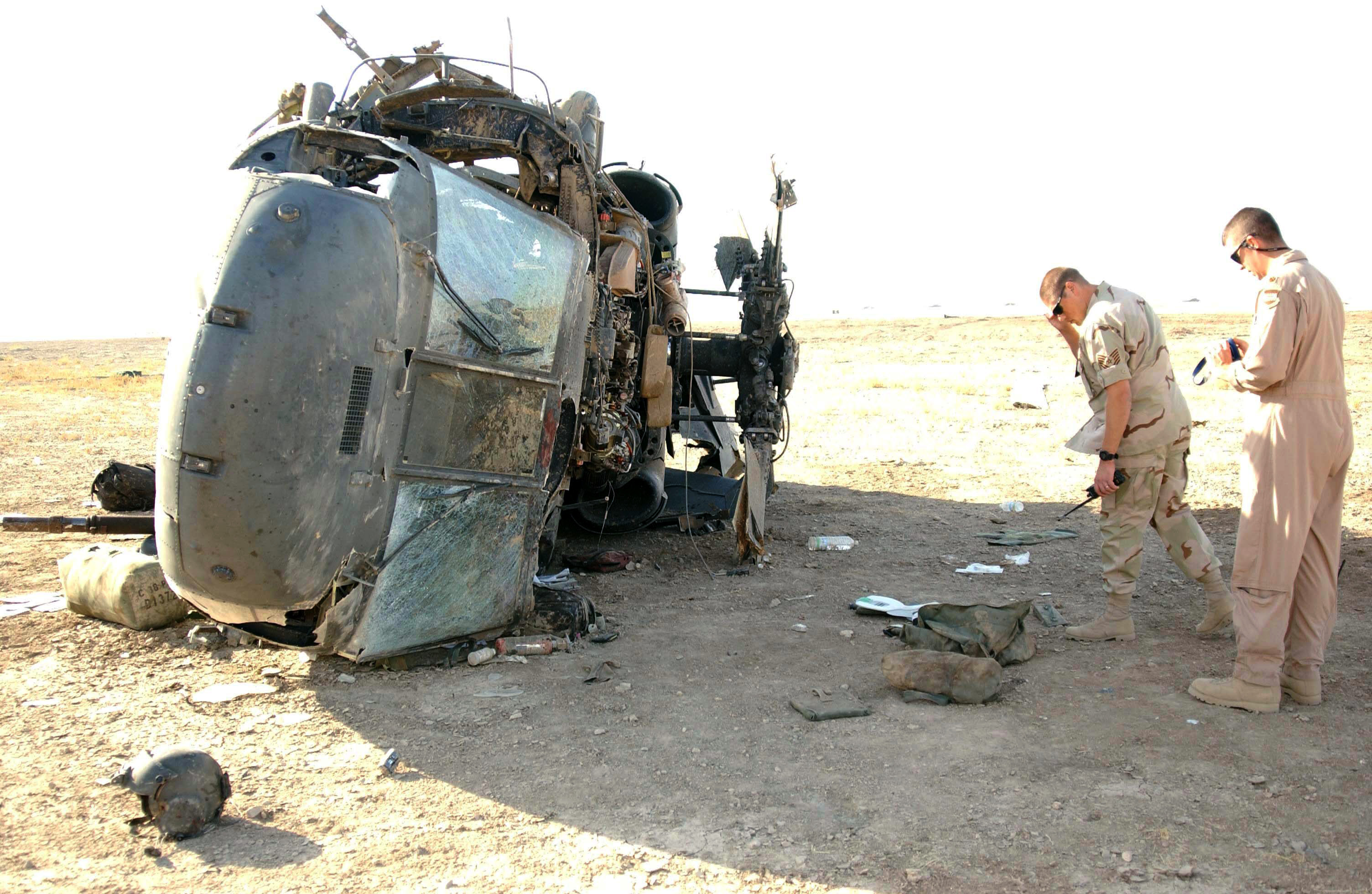
مروحية يو إتش-60 بلاك هوك التي تحطمت يوم 21 سبتمبر عام 2004.

### خسائر المعدات العسكرية
خسرت الولايات المتحدة عددًا من المعدات العسكرية أثناء الحرب. والإحصائيات التالية أجراها مركز التقدم الأمريكي; وهي تقديرات تقريبية فقط تشمل أيضًا خسائر المركبات في الحوادث غير المرتبطة بالقتال بدءًا من عام 2009.

#### المعدات الأرضية
- 80 دبابة إم1 أبرامز
- 55 مركبة قتال طراز إم2 برادلي
- 20 مركبة قتال ذات عجلات طراز سترايكر
- 20 حاملة أفراد مدرعة طراز M113
- 250 مركبة هامفي
- أكثر من 500 مركبة إزالة ألغام، شاحنة ثقيلة/متوسطة، ومقطورة
- 10 مركبات هجومية برمائية s[15][16]

#### المعدات الجوية
- 209 طائرات هليكوبتر
- 38 طائرة ثابتة الجناحين

في يونيو 2006، صرح الجيش بأن تكلفة استبدال معداته المستنزفة زادت ثلاثة أضعاف مقارنة بعام 2005.
وفي ديسمبر عام 2006، وفقًا للبيانات الحكومية التي نشرتها صحيفة واشنطن بوست، صرح الجيش أن حوالي 40% من إجمالي معدات الجيش اُستنزِفت في العراق، مع تكلفة تجديد سنوية تُقدَر بـ 17 مليار دولار سنويًا. كما يشير الجيش إلى أن تكلفة التجديد السنوية قد زادت بمعدل عشر مرات مقارنةً بحالها قبل الحرب. وبلغ عدد المعدات التي تحتاج إلى الإصلاح في مستودعات الجيش الأمريكي في ديسمبر 2006، حوالي 500 دبابة طراز إم1، و700 مركبة قتال طراز برادلي، و1000 مركبة هامفي.

## تكاليف الحرب بالمملكة المتحدة
منذ مارس 2006، أنفقت المملكة المتحدة حوالي 4.5 مليار جنيه إسترليني في العراق. ومصدر هذه الأموال كلها صندوق حكومي يحمل اسم «الاحتياطي الخاص» ويبلغ تخصيصه الحالي 4.5 مليار جنيه إسترليني.
وبلغت التكلفة التي تكبدتها المملكة المتحدة في حربها بأفغانستان وحدها 37 مليار جنيه إسترليني. وفي يونيو 2010، تجاوزت التكاليف التي تكبدتها المملكة المتحدة في حربيها بالعراق وأفغانستان معًا 20 مليار جنيه إسترليني.